# Abdoulaye Méïté
Abdoulaye Méïté, född 6 oktober 1980 i Paris i Frankrike, är en ivoriansk fotbollsspelare (försvarare). Han representerade Elfenbenskustens landslag.

## Karriär
Innan han gick till West Bromwich Albion FC spelade Méïté två år i klubben Bolton Wanderers, dit han kom från franska Olympique de Marseille i juli 2006. Han hade spelat i Marseille sedan 2001 och gjort över 172 ligamatcher, såväl som i många europeiska turneringar.
Méïté debuterade för West Bromwich Albion FC vid öppningsmatchen i Premier League 2008/2009 mot Arsenal.
Den 30 juni skrev Méïté på för Dijon, nykomlingar i Ligue 1. Han skrev på för tre år och kom gratis, efter att hans kontrakt med West Bromwich gått ut.